# Hervé Duclos-Lassalle
Hervé Duclos-Lassalle (Pau, 24 december 1979) is een Frans voormalig wielrenner. Hij is de zoon van Gilbert Duclos-Lassalle. 

## Carrière
Na twee jaar als espoir voor de Crédit Agricole-ploeg te hebben gereden, stapte hij in 2005 over naar Cofidis.
Na 2009 kon hij geen ploeg meer vinden en beëindigde zijn wielerloopbaan.

## Belangrijkste overwinningen
2003
- Eindklassement Ronde van Loir-et-Cher

2004
- 5e etappe deel A Ronde van Navarra

2008
- GP La Marseillaise

## Resultaten in voornaamste wedstrijden
| Jaar | Ronde van Italië | Ronde van Frankrijk | Ronde van Spanje |
| ---- | ---------------- | ------------------- | ---------------- |
| 2005 |                  |                     | 118e             |
| 2006 |                  |                     | opgave           |
| 2007 | 103e             |                     |                  |
| 2008 |                  | opgave              |                  |
| 2009 |                  |                     |                  |

| Jaar | Milaan-San Remo | Gent-Wevelgem | Parijs-Roubaix |
| ---- | --------------- | ------------- | -------------- |
| 2005 |                 |               |                |
| 2006 |                 | 80e           | 82e            |
| 2007 |                 | 106e          |                |
| 2008 |                 | 11e           | 97e            |
| 2009 | 147e            | 42e           |                |